# Romford (circonscription britannique)
Circonscription parlementaire de la Chambre des communes
La circonscription de Romford est une circonscription électorale anglaise située dans le Grand Londres, et représentée à la Chambre des communes du Parlement britannique depuis 2001 par Andrew Rosindell du Parti conservateur.

## Géographie
La circonscription comprend :
- La partie nord-est du borough londonien d'Havering
- Les quartiers de Collier Row, Chase Cross, Havering-atte-Bower et Romford

## Députés
Les Members of Parliament (MPs) de la circonscription sont :
| Législature                  | Années       | Député              | Député               | Parti                    |
| ---------------------------- | ------------ | ------------------- | -------------------- | ------------------------ |
| Romford issue de South Essex |              |                     |                      |                          |
| 23e                          | 1885–1886    |                     | John Westlake        | Libéral                  |
| 24e                          | 1886–1892    |                     | James Theobald       | Conservateur             |
| 25e                          | 1892–1894    |                     | James Theobald       | Conservateur             |
| 25e                          | 1894-1895    | Alfred Money Wigram |                      | Conservateur             |
| 26e                          | 1895–1897    | Alfred Money Wigram |                      | Conservateur             |
| 26e                          | 1897-1890    | Louis Sinclair      |                      | Conservateur             |
| 27e                          | 1900–1906    | Louis Sinclair      |                      | Conservateur             |
| 28e                          | 1906–1910    |                     | John Bethell         | Libéral                  |
| 29e                          | 1910–1910    |                     | John Bethell         | Libéral                  |
| 30e                          | 1910–1918    |                     | John Bethell         | Libéral                  |
| 31e                          | 1918–1922    |                     | Albert Edward Martin | Libéraux de la coalition |
| 32e                          | 1922–1923    |                     | Albert Edward Martin | National-libéral         |
| 33e                          | 1923–1924    |                     | Charles Rhys         | Conservateur             |
| 34e                          | 1924–1929    |                     | Charles Rhys         | Conservateur             |
| 35e                          | 1929–1931    |                     | H. T. Muggeridge     | Travailliste             |
| 36e                          | 1931–1935    |                     | W. G. Hutchison      | Conservateur             |
| 37e                          | 1935–1939    |                     | John Parker          | Travailliste             |
| 38e                          | 1945–1950    | Thomas Macpherson   |                      | Travailliste             |
| 39e                          | 1950–1951    |                     | John Lockwood        | Conservateur             |
| 40e                          | 1951–1955    |                     | John Lockwood        | Conservateur             |
| 41e                          | 1955–1959    |                     | Ron Ledger           | Travailliste             |
| 42e                          | 1959–1964    |                     | Ron Ledger           | Travailliste             |
| 43e                          | 1964–1966    |                     | Ron Ledger           | Travailliste             |
| 44e                          | 1966–1970    |                     | Ron Ledger           | Travailliste             |
| 45e                          | 1970–1974    | Dick Leonard        |                      | Travailliste             |
| 46e                          | 1974–1974    |                     | Michael Neubert      | Conservateur             |
| 47e                          | 1974–1979    |                     | Michael Neubert      | Conservateur             |
| 48e                          | 1979–1983    |                     | Michael Neubert      | Conservateur             |
| 49e                          | 1983–1987    |                     | Michael Neubert      | Conservateur             |
| 50e                          | 1987–1992    |                     | Michael Neubert      | Conservateur             |
| 51e                          | 1992–1997    |                     | Michael Neubert      | Conservateur             |
| 52e                          | 1997–2001    |                     | Eileen Gordon        | Travailliste             |
| 53e                          | 2001–2005    |                     | Andrew Rosindell     | Conservateur             |
| 54e                          | 2005–2010    |                     | Andrew Rosindell     | Conservateur             |
| 55e                          | 2010–2015    |                     | Andrew Rosindell     | Conservateur             |
| 56e                          | 2015–2017    |                     | Andrew Rosindell     | Conservateur             |
| 57e                          | 2017–2019    |                     | Andrew Rosindell     | Conservateur             |
| 58e                          | 2019–Présent |                     | Andrew Rosindell     | Conservateur             |

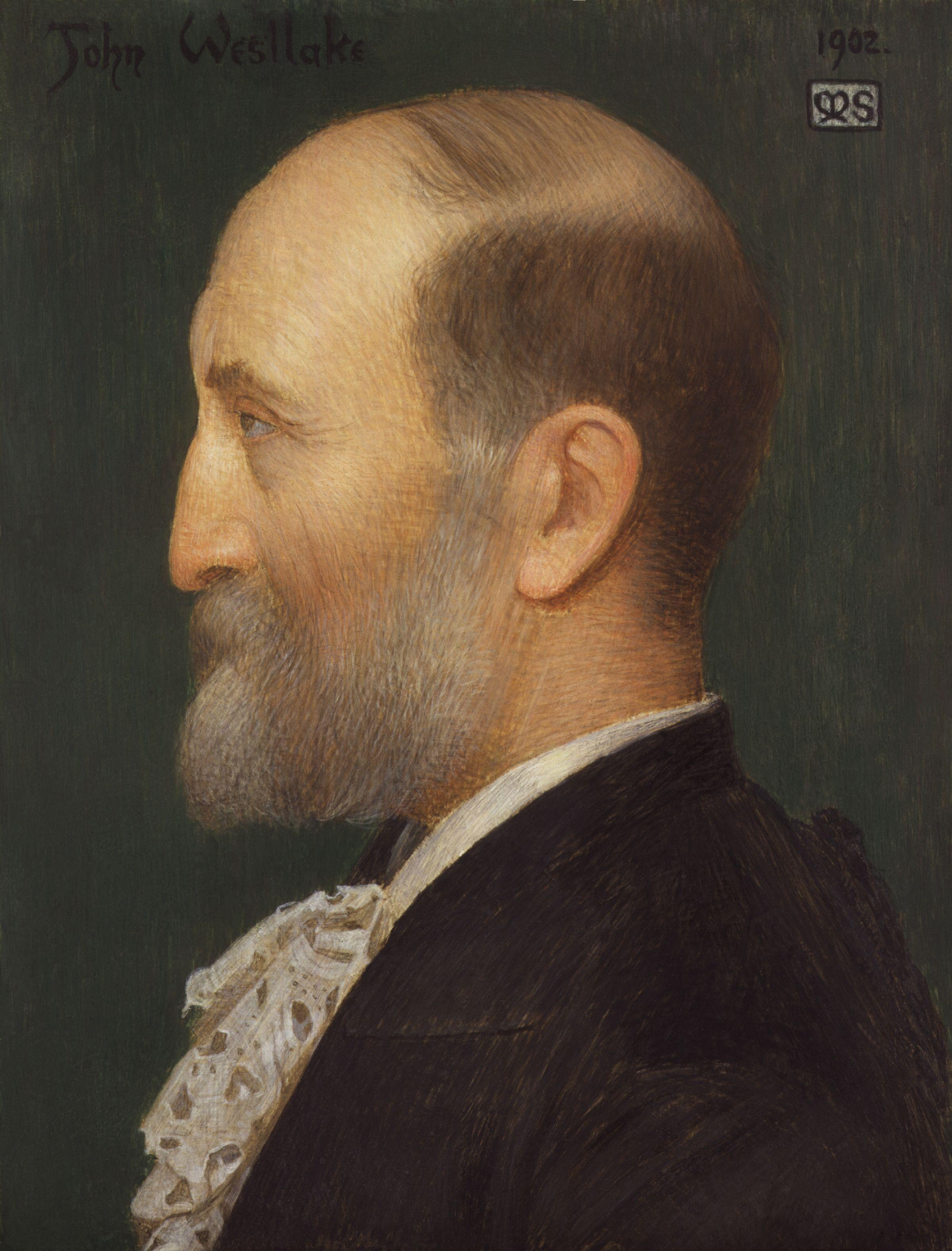
John Westlake (1885-1886)
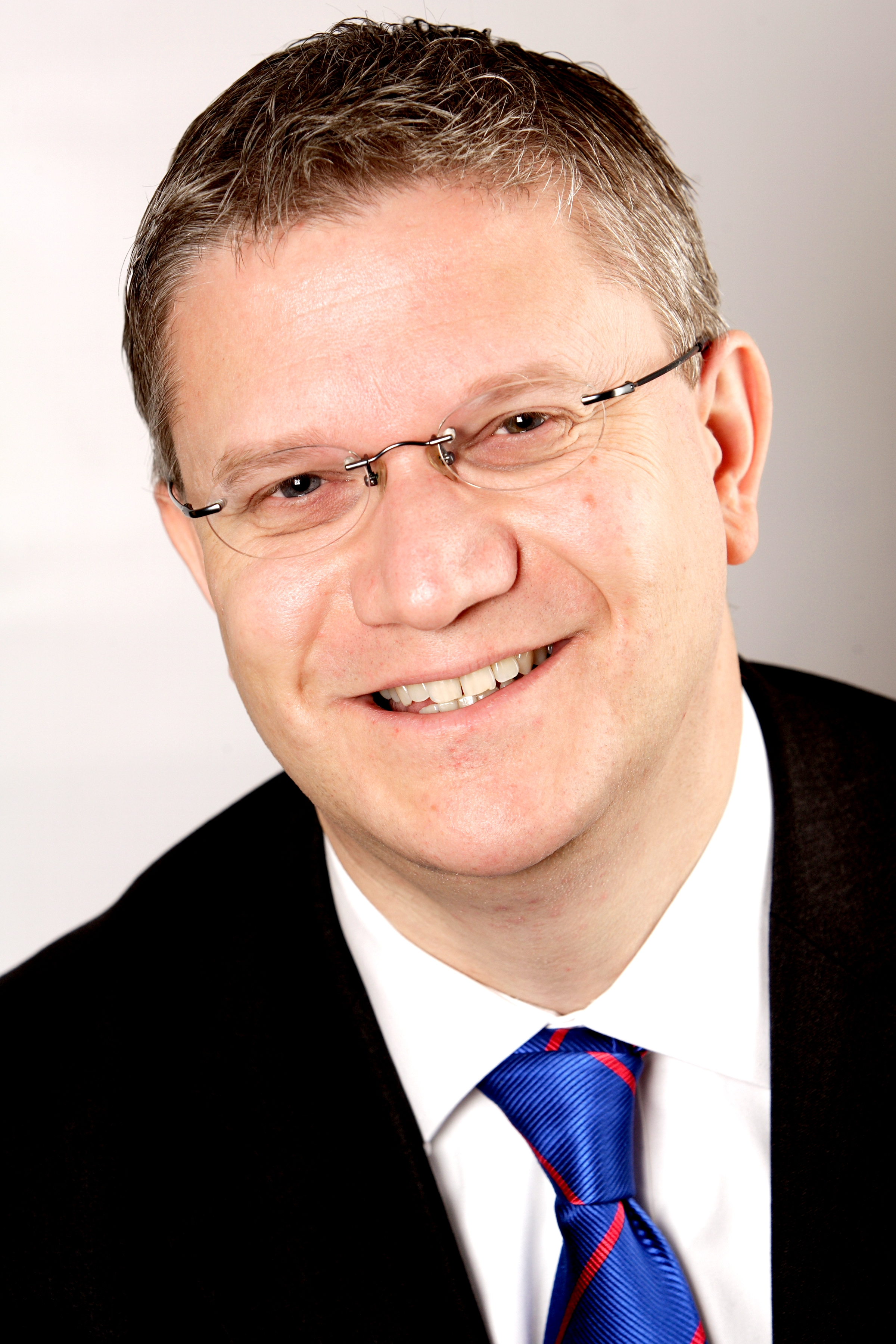
Andrew Rosindell (2001-Présent)